# رن ایکدا
رن ایکدا (ژاپنی: 池田 廉؛ زادهٔ ۱۰ نوامبر ۱۹۹۷) یک بازیکن فوتبال اهل ژاپن است.
از باشگاه‌هایی که در آن بازی کرده‌است می‌توان به باشگاه فوتبال ریوکیو اشاره کرد.